# Fulgur
Grand roman d’aventures, de police et d’épopée
Fulgur est un roman-feuilleton policier et fantastique écrit à la rentrée scolaire de 1926 par huit élèves du lycée Louis-le-Grand (Robert Brasillach, Pierre Frémy, Paul Gadenne, José Lupin, Jean Martin, Fred Sémach, Thierry Maulnier et Roger Vailland) et un surveillant d'études de la khâgne du même établissement : Antonin Fabre. Le roman est publié du 5 avril au 23 août 1927 dans le périodique La Tribune de l’Yonne.

## Synopsis
La vicomtesse Elyane d'Arlez appelée Eva incarne « une séduisante aventurière, qui entreprend de ressusciter le royaume de Catalogne ». Eva se considère comme héritière des rois de Catalogne, et pour se faire couronner, elle accomplit toute une série d’exploits extraordinaires. Elle parvient à provoquer une guerre de « l’Asie contre l’Europe, en réveillant les descendants des Catalans qui accompagnaient Marco Polo en Asie » dont la révolte déstabilise l’Empire britannique et l’Indochine française. Eva lance à l’assaut du sud de l’Europe une armée de huit cents mille hommes.

## Inspirations
Le roman-feuilleton s’inspire des romans populaires, dont Thierry Maulnier et Robert Brasillach avaient une solide connaissance. Leurs modèles sont Fantômas ou encore les œuvres de Maurice Leblanc, Gustave Le Rouge et Gaston Leroux. C'est Roger Vailland qui présente des fascicules de Fantômas à son cercle d'amis et « leur donne l'idée d'un héros redresseur de torts, analogue au Judex du cinéma de leur enfance »,. Leur personnage dénommé « Fulgur » doit être l'équivalent d'un « détective de génie, proche parent de Sherlock Holmes ».
Thierry Maulnier s'inspire de Victor Hugo et Gustave Flaubert pour narrer une « grande bataille navale où la flotte afghane bat la flotte anglaise » et pour écrire en argot tel un « précurseur de Céline ». Les jeunes auteurs s'inspirent également d'un chapitre de la pieuvre des Travailleurs de la mer de Victor Hugo et d'une description d'assassinat empruntée à Philippe Soupault. José Lupin insère une citation du chapitre « Le Monstre » des Travailleurs de la mer de Victor Hugo. Brasillach se serait inspiré des Misérables de Victor Hugo au chapitre XIV de la troisième partie de Fulgur pour utiliser la formule « enrhuber » au lieu de « enrhumer ». La description de l'assassinat est quant à elle extraite du roman À la dérive de Philippe Soupault publié en 1923. Brasillach s'en inspire fortement pour rédiger le chapitre VII de la troisième partie de Fulgur.
Thierry Maulnier partage également son penchant pour la science-fiction en inventant des machines ou des gadgets plus délirants les uns que les autres.
L'héroïne de Fulgur cherche à rétablir l’indépendance de la Catalogne. Il en résulte naturellement l’emploi des mots « autonomisme » et « séparatisme ». Ils apparaissent dans le chapitre XII « Un explorateur... » de la deuxième partie, rédigé par José Lupin. Antérieurement à la rédaction de Fulgur, Robert Brasillach a fait la connaissance du jeune militant catalan Jaume Miravitlles en été 1926. Il est probable que le mouvement séparatiste ou autonomiste de la Catalogne a été souvent discuté par ses amis au cours de la rédaction.

## Composition
L'écriture est relativement désaccordée. Robert Brasillach « rédige le premier chapitre, un camarade le second, sans rapport avec le premier, et un troisième larron raccorde les deux aventures ». Chaque auteur invente ses personnages sans les mettre forcément en relation avec les épisodes des autres auteurs. 

## Célébrité
La notoriété de Fulgur a été faite a posteriori grâce aux ouvrages des historiens de la littérature pour certaines scènes comme la chute de l’obélisque de la Concorde sur la voiture du Président de la République. Dans un chapitre culte, Jean Martin réunit les membres du gouvernement dans l'ascenseur de la tour Eiffel, et conclue son chapitre par cette phrase : « les faces exsangues, blanchies, noircies, de leurs yeux énormes et décolorés virent cette chose effarante : l’ascenseur arriva au troisième palier et ne s’arrêta pas... ».

## Autour du livre
Brasillach évoque Fulgur dans son livre Notre avant-guerre.
Le livre est réédité en 1992 par Francis Lacassin dans la collection La Seconde Chance.
Maurice Bardèche évoque Fulgur à travers une critique de Robert Brasillach : « D'autres fois, ce native, admis avec légèreté dans le clan des messieurs, avait l'insolence de ne pas participer aux réunions du club dans lequel il était admis. Indifférent à la farce des Poldèves inventée par Thierry Maulnier, à la parodie d'Hamlet jouée au dortoir, et, outrage encore plus indiscret, étranger à la rédaction de Fulgur, feuilleton collectif burlesque, pot-pourri de péripéties enfilées sans suite et sans ordre par des rapsodes qui ne s'occupaient pas de ce que chantait leur voisin. ».